# Pirdop Gate
Pirdop Gate är ett bergspass i Antarktis. Det ligger i Sydshetlandsöarna. Argentina, Chile och Storbritannien gör anspråk på området. Pirdop Gate ligger 375 meter över havet.
Terrängen runt Pirdop Gate är kuperad norrut, men söderut är den bergig. En vik av havet är nära Pirdop Gate åt nordost. Trakten är glest befolkad. Närmaste befolkade plats är St. Kliment Ohridski Base, 11,4 kilometer väster om Pirdop Gate. 